# 宿泊代金
宿泊代金（しゅくはくだいきん）とは宿泊先の代金のこと。宿代（やどだい）ともいう。

## 概要
代金は価格や値段のように物の価値ではなく、物を得たりサービスを受ける代わりに支払う金銭という意味で、かたちがあるものに対して使われる。
宿泊代金には、ホテルや旅館などのかかる地方税である宿泊税が定められている。納税者は宿泊客、ホテルや旅館などの事業者が代わりに納める間接税となっている。ただし地方税法にはなく、地方自治体が条例によって定めており、そのためすべての地方自治体で課税されるわけではなく、また税率などの適用条件も異なっている。
消費税法上、宿泊費用などの旅費交通費は課税取引に該当し、仕入税額控除の対象となる。
旅館業ではサービスの提供といった複数の事業が施設内で行われているが、サービス対価である宿泊料金は、一泊二食一括で設定されているほか、従業員も一人で複数の業務を担当していることが多い。